# Note su James Mill
Note su James Mill (in tedesco Anmerkungen zu James Mill), è un testo scritto da Karl Marx nel 1844. In esso Marx critica parti dell'ideologia dell'economia politica di James Mill. Costituisce la base per quelli che in seguito divennero i suoi "Manoscritti economici e filosofici del 1844".
"Note su James Mill" è particolarmente importante per lo sviluppo del progetto complessivo di Marx perché fornisce informazioni sul concetto di lavoro non alienato. Marx descrive qui il lavoro non alienato come un lavoro in cui la propria personalità è resa oggettiva nel proprio prodotto e in cui si gode di contemplare i tratti della propria personalità nell'oggetto che si produce. Poiché si sono espressi i propri talenti e capacità nel processo produttivo, l'attività è autentica per il proprio carattere. Smette di essere un'attività che si detesta. Marx afferma inoltre che si ottiene una soddisfazione immediata dall'uso e dal godimento del proprio prodotto, la soddisfazione derivante dalla conoscenza di aver prodotto un oggetto che corrisponde ai bisogni di un altro essere umano. Si può dire di aver creato un oggetto che corrisponde ai bisogni della natura essenziale di un altro. La propria attività produttiva è un mediatore tra i bisogni dell'altro e l'intera specie. Marx suggerisce che ciò conferma il carattere comunitario della natura umana, poiché gli individui svolgono un ruolo essenziale nell'affermazione della reciproca natura.